# 장가휘
장가휘(張家輝, 장자후이, 장쟈후이, 영문명은 Nick Cheung, Nicky Cheung, 1964년 12월 2일 ~ )는 중화인민공화국 홍콩 특별행정구의 남성 영화배우, 영화 대본감독, 가수, 작사가이다.

## 주요 이력
영국령 홍콩에서 출생하여 지난날 한때 중화인민공화국 광둥성 광저우시 판위 구에서 잠시 유아기를 보낸 적이 있는 그는 훗날 1986년부터 1991년까지 5년간 홍콩 경찰로 근무하다 리슈셴(李修賢)의 소속 영화사에서 스태프로 일했다. 그의 영화배우 데뷔 작품은 1989년 리슈셴(李修賢)의 영화 《장지웅심(壯志雄心)》이다. 1990년 영화 《풍우동로(風雨同路)》에 출연, 이 영화로 영화 대본감독 데뷔하였다. 2003년 오랜 연인이었던 관융허(關詠荷)와 결혼식을 올린 후 2007년 득녀(得女)하였고 2008년 영화 《비스트 스토커》로 홍콩 금상장을 수상했다.

## 수상기록
- 《비스트 스토커》로 28회 홍콩 금상장, 홍콩영화평론가상 남우주연상 수상
- 《비스트 스토커》로 46회 금마장 남우주연상 수상 (황보와 공동수상)

## 출연 작품
ㅡ영화ㅡ
- 풍우동로
- 비스트 스토커
- 도성풍운 3
- 장지웅심
- 결전
- 극속전설
- 대사건 - 장지항 역
- 도성풍운 2
- 더 트로프
- 침입자들 - 진가호 역

| 연도 | 제목     | 원제     | 배역 | 비고 |
| ---- | -------- | -------- | ---- | ---- |
| 2022 | 미래전투 | 明日戰記 |      |      |
| 2023 |          | 爆裂點   |      |      |

ㅡ드라마ㅡ
- 홍희관ㅡ방세옥
- 천지호정
- 신취타금지-한중합작드라마
- 묘수인심
- 천애협의